# Source salée de Moriez
La source salée de Moriez (ou de Beaumenière) est une source située à Moriez, en France.

## Description
L'édifice se trouve à quelques mètres du ruisseau (Ravin de Bouquet). Des murs très épais protègent le puits en pierres de taille. L'eau est à environ 2 mètres de la margelle. L'arrière de l'édifice, au nord, est un bouclier en pierres extrêmement robuste, orienté vers l'amont et protégeant le puits contre les crues du torrent.
Un panneau explicatif se trouve sur le terre-plein environnant l'édifice sur le côté est.
|  |  |  |

## Localisation
La source est située sur la commune de Moriez, dans le département français des Alpes-de-Haute-Provence.

## Historique
Un puits est aménagé au XVIIe siècle. La source est exploitée depuis 1672.
L'édifice est inscrit au titre des monuments historiques en 1993.